# Wraith (Stargate)
I Wraith sono un'immaginaria specie aliena della serie televisiva di fantascienza Stargate Atlantis
Sono introdotti per la prima volta nell'episodio pilota. All'inizio della prima stagione vengono presentati come i dominatori della Galassia di Pegaso, l'ambientazione della serie, e sono inarrestabili, rappresentando una minaccia mortale. Nella prima stagione, lo scopo principale dei protagonisti è quello di trovare un modo per salvare se stessi da un assedio condotto dai Wraith, in modo simile a come i protagonisti di Stargate SG-1 erano originariamente impegnati a proteggere la Terra da un attacco dei Goa'uld.
Sono inoltre apparsi nell'episodio Il progetto Pegasus della decima stagione di Stargate SG-1.

## Storia

### Origini
I Wraith sono frutto di un esperimento andato male degli Antichi, che il Dr. Rodney Mckay ha ipotizzato fosse volto ad ottenere l'immortalità. Esso ebbe luogo in un pianeta freddo nella Galassia di Pegaso 900 anni prima della caduta di Atlantide.
Alla fine dell'esperimento, i Wraith avevano imparato a usare le loro capacità telepatiche e ad ingannare le guardie. I Wraith rubarono l'arma ideata per ucciderli e lo ZPM della struttura, fuggendo attraverso lo Stargate fino ad Athos. Gli Antichi li inseguirono ma quando raggiunsero Athos, i Wraith se ne erano già andati. Alla fine, i Wraith furono in grado di rubare delle navi e nascondere lo ZPM e l'arma. Si ipotizza che una creatura di mollusco trovata in uno dei loro santuari originali, Cair Leonid, sia stata il modello per le loro navi alveare. I Wraith poi si divisero in varie bande e le prime nove femmine divennero le prime Regine, conosciute come le Prime Madri, mentre i maschi divennero i loro comandanti.

### Guerra con i Lantiani
La potenza dominante della galassia di Pegaso erano i pacifici e tecnologicamente avanzati Lantiani, il gruppo di Antichi che aveva lasciato la Via Lattea milioni di anni fa per sfuggire alla pestilenza che distruggeva la loro razza. I Wraith percepivano un odio ereditato geneticamente verso di loro, a causa degli esperimenti dei Lantiani. Non avrebbero mai potuto tornare alle loro normali vite: si sentirono in dovere di dichiarare guerra ai i Lantiani per vendicarsi. Ma i Lantiani erano molto più avanzati dei Wraith, con navi da guerra in grado di infliggere enormi danni alle navi alveare con le armi Drone, non subendo però danni grazie ai loro potenti scudi .
I Lantiani, per eccessiva sicurezza, iniziarono a inviare le loro navi in profondità nei territori Wraith. I Wraith, dopo molto tempo e a grande prezzo per loro stessi, riuscirono a catturare tre di queste navi e ad ottenere gli ZPM che le alimentavano. Usando queste incredibili fonti di energia, i Wraith iniziarono a creare strutture di clonazione che usarono per aumentare il loro numero, ottenendo il vantaggio tanto necessario e permettendo di cambiare definitivamente le sorti della guerra a proprio favore.
I Lantiani iniziarono lentamente ad arretrare nelle proprie zone, e i Wraith continuarono ad avanzare, affrontando le potenti piattaforme armate e gli avamposti che le proteggevano. Questo continuò per moltissimo tempo fino a quando Atlantide fu tutto ciò che restava. In un ultimo tentativo di porre fine alla guerra, i Lantiani mandarono una delegazione ad incontrarsi con i Wraith per negoziare una tregua. La delegazione era protetta dalle loro navi da guerra più potenti, ma subirono un'imboscata dalla massiccia flotta Wraith. Dopo questa grande battaglia, era solo una questione di tempo prima che Atlantide cadesse.
Tutto quello che restava dell'impero Lantiano a questo punto era la loro capitale, Atlantide, che i Wraith assediarono per anni, trattenuti solo dal potente scudo che la proteggeva, le armi drone e i satelliti di Lagrange dispiegati in tutto il sistema. Alla fine però, i satelliti vennero distrutti o danneggiati in modo irreparabile, e la fornitura di armi drone della città si stava riducendo molto più rapidamente di quanto potesse essere sostituita. Finalmente, l'Antico Consiglio decise di affondare la città, abbandonare la galassia attraverso lo Stargate e tornare sulla Terra, lasciando la galassia di Pegaso in balia dei vittoriosi Wraith .

### Primo conflitto con gli Asurani
Dopo che gli Antichi lasciarono Pegaso i Wraith si trovarono sotto attacco da parte degli Asurani, replicanti costruiti dagli Antichi per combatterli. Dopo molti anni di battaglia e vicini all'annientamento, alcuni scienziati riuscirono a realizzare un virus che disattivò il loro codice di attacco e li fece ritirare ad Asura. Nonostante la vittoria i Wraith avevano perso centinaia di Navi Alveare ed Incrociatori e migliaia di Darth, senza contare i miliardi di guerrieri morti. .
I Wraith crearono uno schema di alimentazione in cui avrebbero rapito gli umani e preso la loro forza vitale dopo di che entrarono in uno stato di ibernazione permettendo alle popolazioni umane di crescere mentre dormivano. Mentre ciò accadeva, lasciavano alcuni custodi a vegliare su di loro fino a quando non era il momento giusto per risvegliarsi.

### Arrivo dei Tau'ri
Questo ciclo continuò per 10.000 anni fino a quando la spedizione di Atlantide arrivò nella galassia di Pegaso e occupò l'antica città di Atlantide. I Wraith incontrarono per la prima volta gli umani della Terra sul pianeta Athos quando dei Dart furono inviati a rapire gli umani per nutrirsi. Una squadra fu mandata nel mondo natale dei Wraith, guidata dal maggiore John Sheppard e dal tenente Aiden Ford, in una missione di salvataggio per recuperare la loro gente. In seguito si scoprì che il raid dei Wraith su Athos fu causato dal fatto che il maggiore Sheppard aveva attivato involontariamente un medaglione usato dai Wraith per rintracciare il gene ATA.
Venuti a conoscenza della Terra i Wraith progettarono un attacco contro Atlantide, per poterla raggiungere. Una nave alveare fu distrutta da un antico satellite che fu riattivato dal Dr. Rodney McKay e dal Dr. Peter Grodin, ma i Wraith lo distrussero dopo che distrusse una delle loro navi. In seguito inviarono una forza di attacco secondaria composta da dodici navi dell'alveare e le loro scorte e, sebbene la Daedalus riuscì a distruggerne alcune, i Wraith erano troppi. L'attacco fu un insuccesso, i Wraith persero 5 navi alveare e furono portati a credere che Atlantide era distrutta..

### Guerra civile
Con Atlantide "distrutta" e persa la possibilità di raggiungere la Terra i Wraith iniziarono a combattersi per le sempre più scarse popolazioni umane di Pegaso. Durante la guerra civile, le varie fazioni Wraith si nutrirono dei mondi in loro possesso e uno contro l'altro e si impegnarono in schermaglie con i Tau'ri.
Mentre ciò accadeva, riemerse una vecchia minaccia. Gli Asurani, il cui comando di attacco era stato riattivato dai Tau'ri, provocando un attacco a sorpresa contro di loro. Inizialmente colti alla sprovvista, i Wraith iniziarono a formare un efficace contrattacco. Gli eventi divennero ancora più disperati quando gli Asurani decisero di distruggere i Wraith prendendo di mira la loro fonte di cibo: gli umani.
Tutti i tentativi di riutilizzo del virus fallirono e costrinsero un livello di cooperazione tra i Wraith e la spedizione di Atlantide. Il Wraith conosciuto come Todd lavorò per assemblare una flotta di navi che avrebbero accompagnato la spedizione di Atlantide e l'aggiunta a sorpresa dei Viaggiatori in un assalto contro gli stessi Asurani. Ciò portò alla Battaglia di Asura con la flotta alleata che emerse vittoriosa. Al termine della battaglia, l'unificazione temporanea dei Wraith finì, e tornarono alla guerra civile.

### Regina Morte
Dopo che Atlantide lasciò la galassia di Pegasus, nacque una nuova regina Wraith, la regina morte. Essa iniziò a unire forzatamente le navi alveare sotto il suo controllo senza che nessuno potesse resistere. Nel giro di sei mesi, anche l'alleanza di Todd si tramutò in una singola nave alveare fedele a lui. Morte iniziò a devastare completamente molti mondi. Le forze della Regina Morte rapirono il dottor Rodney McKay e lo trasformarono in un Wraith, ottenendo uno ZPM e una tecnologia di scudo limitata nel processo. Alla fine McKay fu salvato mentre Todd formò una nuova alleanza per opporsi alla Regina Morte con l'aiuto di Teyla Emmagan nelle vesti della Regina Steelflower. L'alleanza della regina morte fu sconfitta in battaglia e la regina morte stessa fu uccisa da Teyla. Durante questo periodo, fu scoperto che la Regina Morte veniva utilizzata come strumento da Ashes, l'ultimo Wraith originale sopravvissuto che voleva ancora vendicarsi degli Antichi. L'alleanza della Regina Morte fu sciolta e Ashes fu consegnato ai Wraith per le sue azioni

### Pace con in Tau'ri
Dopo la sconfitta di Morte, i rimanenti Wraith stipularono un trattato di pace e metà di Pegaso fu ceduta ai Tau'ri. Ciò è stato facilitato dalla creazione di un retrovirus che ha rafforzato gli umani mentre aiutava i Wraith a loro volta, con i ceppi combinati che significavano che nutrirsi di un essere umano non era più automaticamente fatale per gli umani, fornendo comunque ai Wraith un sostentamento sufficiente.
I Wraith in seguito iniziarono a cacciare un uomo conosciuto solo come Lupo che causò molte morti tra i Wraith. Dopo che fu scoperto che il lupo era il tenente Aiden Ford, la dottoressa Elizabeth Weir fu in grado di negoziare un accordo con i Wraith in cui i Tau'ri "esiliavano" Ford sulla Terra per mantenere la pace.

## Fisiologia
I Wraith sono caratterizzati da una pelle blu pallido o verde chiaro, occhi gialli e capelli bianchi, neri o rossi. I loro occhi possono brillare nell'oscurità, dando loro la visione notturna e termica.
I Wraith esibiscono locomozione bipede e hanno per lo più caratteristiche umanoidi. La casta "soldato", esibisce una notevole definizione muscolare rispetto ai Wraith maschi della casta "di comando", che sono considerevolmente più snelli. Secondo Michael Kenmore, i soldati sono privi di fantasia e hanno schemi di pensiero rigidi.
La natura riproduttiva dei Wraith e il loro ciclo di vita non sono completamente compresi. I Wraith sembrano mantenere un aspetto più umano fino a raggiungere l'equivalente della pubertà.. Le regine fanno uso di un metodo di fecondazione simile agli insetti in cui secernono materiale genetico che si traduce in un Wraith guerriero nato in strutture a forma di baccello. Si credeva che questo processo avvenisse solo sulle navi alveare, ma in seguito si scoprì che avviene anche negli avamposti sui pianeti.
Sebbene in apparenza umanoidi, i Wraith sono geneticamente più vicini all'insetto Iratus. Non possiedono nessuna delle normali proteine inibitrici umane, dando loro un meccanismo rigenerativo spaventosamente efficiente. Le loro abilità rigenerative sono così potenti che, finché le cellule sono adeguatamente nutrite, è improbabile che i Wraith muoiano per cause naturali come fanno gli umani, inoltre le parti del corpo smembrate hanno la capacità di muoversi da sole. Ciò rende i Wraith incredibilmente resistenti e in grado di sopravvivere al fuoco delle armi e alle profondità del fondo dell'oceano senza alcuna forma di assistenza meccanica.
Mentre i Wraith condividono molti elementi con l'Iratus, ci sono aspetti della loro biologia simili agli umani. Contengono tutti gli organi necessari all'interno del loro corpo che sono tenuti a digerire il cibo, anche se non ricevono nutrimento dal cibo da adulti.

### Nutrimento
Il nutrimento per i Wraith adulti è la "forza vitale" degli esseri umani o simili (ad esempio, Antichi o altri Wraith). I Wraith possono drenare lentamente le loro vittime per torturarle e ottenere informazioni, o semplicemente per compiere un atto di sadismo. Mentre la vittima è prosciugata della vita, essa sperimenta dolore e sembra invecchiare rapidamente. Questo non è un vero invecchiamento fisico, ma un sottoprodotto del processo di alimentazione.
Essi drenano la forza vitale attraverso un organo nel palmo della mano destra. Questo viene attaccato al petto dell'umano in genere dove risiede il cuore. Durante il processo di alimentazione, alla vittima viene iniettato un enzima speciale. Rafforza temporaneamente il corpo umano e assicura che il cuore continui a battere, in questo modo la vittima non muore immediatamente. Nella maggior parte dei casi l'enzima viene rilasciato lentamente nel sangue durante tutto il processo di alimentazione.
Grandi dosi di enzima aumentano la forza, la velocità e l'agilità degli umani. Il tenente Aiden Ford divenne il primo di questi "superuomini" quando ricevette una grande dose di enzima dopo la morte dei Wraith che si nutrivano di lui. I numerosi inconvenienti dell'alta dose includono alterazione della chimica del cervello e dipendenza che richiede ai tossicodipendenti di cercarlo attivamente e uccidere i Wraith per ottenerlo.
I Wraith possono consumare cibo e bevande umane, ma non dà loro alcun nutrimento ed è rigorosamente fatto per piacere. Tuttavia, quando i Wraith sono giovani, consumano cibi umani normali. Mentre i Wraith maturano, iniziano a desiderare di nutrirsi della "forza vitale" umana, indipendentemente dal fatto che l'abbiano già assaggiata o meno.
I Wraith sono anche in grado di ridare la vita. "Il dono della vita", come chiamato dai Wraith, è tipicamente riservato agli adoratori e ai loro "fratelli". Il tenente colonnello John Sheppard è tornato alla normalità e forse anche più giovane di prima, dopo essere stato nutrito numerose volte da un Wraith, con cui è fuggito dalla prigione di Kolya.. Ciò può anche essere fatto dopo che i Wraith si sono nutriti. Possono anche apparentemente far rivivere i morti come successo con Ronon Dex morto per poterlo interrogare.
L'unica forma di difesa contro l'alimentazione era la droga Hoffan, che avvelenava i Wraith causando la chiusura dei loro organi interni simultaneamente qualche tempo dopo il tentativo di nutrirsi, impedendo allo stesso tempo ai Wraith di prendere qualsiasi sostentamento dalla vittima.
Nel lontano passato, un gruppo di Athosiani fu rapito da uno scienziato Wraith che aggiunse il DNA Wraith alla loro struttura genetica nel tentativo di renderli "più gustosi" per l'alimentazione. Questi esperimenti furono condotti in segreto dal resto dei Wraith, che altrimenti li avrebbero disapprovati. Lo scienziato ha scoperto che i geni Wraith consentivano agli umani di accedere alla rete telepatica Wraith. Tentò di diluire questa capacità restituendoli al villaggio per incrociarsi, ma qualsiasi quantità di DNA dava loro l'abilità. Lo scienziato rinunciò alla sua sperimentazione e successivamente i Wraith distrussero il villaggio, presumibilmente nel tentativo di uccidere i soggetti del test. Tuttavia, i discendenti di questi umani modificati sopravvissero e sono noti come Wraithkin. .

### Telepatia
Anche se i Wraith hanno una loro lingua e scrittura, il loro principale mezzo di comunicazione è di natura telepatica. I Wraith hanno sviluppato una rete telepatica, consentendo la comunicazione su grandi distanze.
La corretta introduzione del DNA Wraith nel DNA umano, consente agli umani di accedere alla rete mentale dei Wraith, sebbene gli umani che si connettono possano essere controllati dai Wraith, a causa delle loro superiori capacità psichiche. Anche una piccola quantità di DNA correttamente introdotto è sufficiente per consentire a questa capacità telepatica di verificarsi; dopo un numero di generazioni il gene viene "annacquato". Dopo l'iniziale "infiltrazione" di Teyla Emmagan nella rete telepatica, i Wraith iniziarono a segregare la loro rete di comunicazione per impedire che informazioni sensibili venissero ricevute dai loro nemici, anche se questo è stato attribuito alla Guerra Civile Wraith che richiede loro di lavorare in privato per sostenere gli alveari individuali.
I Wraith sono in grado di proiettare proiezioni psichiche che fanno apparire dei fantasmi nel campo visivo di un umano. Questa tattica viene tipicamente utilizzata durante gli attacchi e le battaglie per confondere il nemico. Una mente addestrata è in grado di ignorare questa minaccia e si concentra invece sui Wraith. La telepatia delle Regine è ancora più accresciuta permettendo loro di far inginocchiare gli umani e di impiantare sussurri nella loro mente. Questo è uno strumento di interrogatorio eccellente e un Keeper è in grado di raccogliere facilmente i dati da un umano catturato. Queste capacità telepatiche possono anche indurre un umano a lavorare involontariamente per un Wraith. Una Regina è in grado di usare questa abilità per determinare se ci sono degli impostori all'interno di un alveare, il che significa che solo le persone con DNA Wraith erano in grado di ingannare una regina.
Inoltre, gruppi di Wraith o anche ex Wraith sono in grado di combinare le loro abilità permettendogli di evocare la loro specie per salvarli rendendoli una minaccia pericolosa anche quando catturati. Tuttavia, questo sistema può essere sfruttato e Wraith è in grado di mantenere i propri pensieri protetti dai propri simili, impedendo a uno di loro di realizzare le intenzioni dell'alveare

## Società

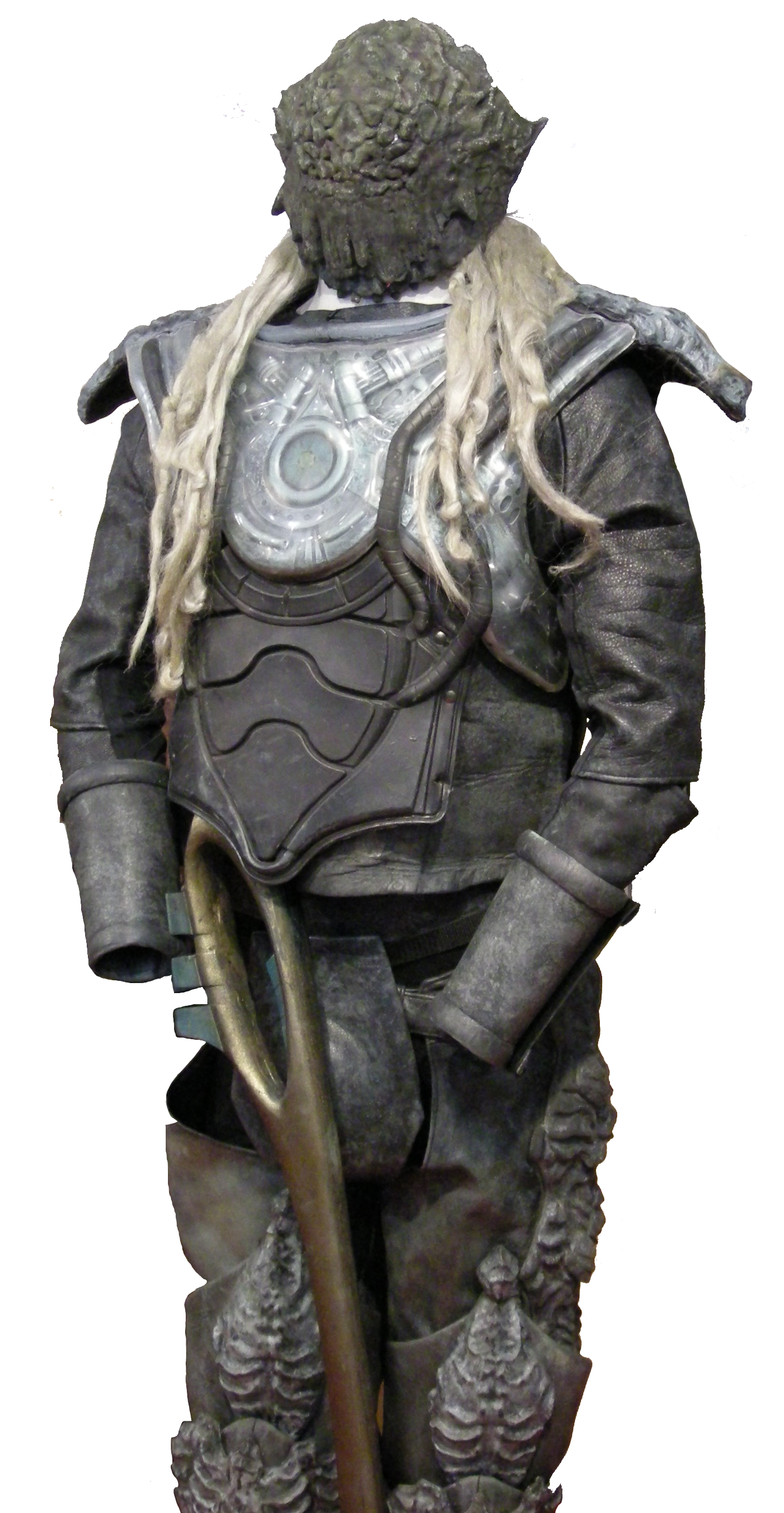
Vestiario di un Guerriero Wraith

I Wraith hanno una società basata sugli alveari simile ad alcune specie di insetti, ma non sono una mente collettiva. Vengono dati nomi che derivano dal "sentire" istintivo della loro presenza telepatica e del loro ruolo nella società; per esempio, il nome di Todd tra i Wraith è "Guide", come quello del tenente colonnello John Sheppard.
I capi di un alveare sono in genere le Regine e senza di loro non si possono allevare nuovi soldati. Ci sono casi in cui un maschio ha detenuto l'autorità del sovrano dell'alveare. Al di sotto di questo casta di leader si trovano la maggior parte dei Wraith che sono maschi. La prima categoria consiste di "comandanti" intelligenti, che servono da tenenti e scienziati. Sotto di loro si trovano i guerrieri che svolgono la maggior parte dei compiti come difendere l'alveare o partecipare ad attacchi.
Forse come risultato della loro società 'alveare, i Wraith sembrano mostrare scarso rispetto per la propria vita, con i guerrieri e i comandanti che sono disposti a utilizzare meccanismi di autodistruzione per uccidersi se si trovano di fronte alla cattura. I piloti dei Dart hanno perfino dimostrato la volontà di ingaggiare il suicidio se la nave da trasporto è stata distrutta. Inoltre, sono pronti a morire finché i loro nemici muoiono con loro. Tuttavia, se c'è una potenziale minaccia o risorsa del loro alveare che potrebbe essere persa in una tale manovra, i singoli Wraith sono disposti a prevenire azioni che potrebbero distruggerlo. Ci sono pochi, tuttavia, che sembrano disposti a contrattare per la propria vita. Anche i Wraith sembrano esibire una forma di purezza razziale e sembrano allontanarsi o persino essere ostili nei confronti di quei membri della loro specie che sono stati trasformati in umani. Sono noti per essere in grado di percepire l'umanità in questi Wraith. I Wraith hanno mostrato diversi tratti spietati come non mostrare compassione per i caduti e non dare pietà ai loro nemici. Sembrano anche affermare che non ci dovrebbe essere alcuna ritirata in una battaglia, anche se ci sono momenti in cui sembrano ritirarsi quando c'è stata una grande quantità di perdite subite.
Una pratica che dimostra la natura aspra della società dei Wraith è il fatto che sono disposti ad impegnarsi nel cannibalismo in tempi di fame. È noto che le Regine minacciano i loro luogotenenti nutrendosi di loro se non assolvono i compiti loro assegnati. Le Regine non hanno nemmeno esitato a nutrirsi di un membro del loro genere che in passato era un Wraith ed era stato trasformato in un umano. In battaglia, i comandanti sono stati documentati per nutrirsi di guerrieri Wraith morenti o feriti per continuare a combattere, anche per pochi secondi.
A differenza di altre specie, i Wraith possono essere descritti come una società quasi nomade basata sulle loro navi alveare e che viaggiano nello spazio per cacciare gli abitanti per l'alimentazione. Tipicamente, la sicurezza di queste navi è minima poiché i Wraith non sono abituati ad avere intrusi. Sono noti per fare uso di avamposti per la ricerca e come roccaforti, sebbene queste abbiano quasi sempre Stargate nello spazio che impedisce l'accesso senza una nave.
I Wraith possono sembrare uniti e determinati a distruggere tutti gli esseri umani sul loro cammino, tuttavia, sono noti per possedere un istinto territoriale estremamente forte. Ciò rende la cooperazione tra alveari rara e molteplici alveari impegnati nella raccolta di un pianeta possono causare l'aumento delle tensioni. Sono estremamente agguerriti nella difesa dei loro territori e uccidono tutti i trasgressori che entrano nel loro terreno di pascolo. Inoltre il tradimento è possibile tra i ranghi dell'alveare con alcuni membri disposti a sostenere un alveare rivale. Politicamente, i Wraith sembrano mancare di qualsiasi forma di governo unito dalla fine della guerra con i Lantiani.

### Cultura
Poco si sa della cultura dei Wraith, tranne per il fatto che è incentrata sull'eliminazione delle popolazioni umane della galassia. Concetti come la bellezza sembrano tuttavia prevalere nella specie. Todd, un Wraith che era stato catturato dai Genii per un periodo di tempo imprecisato dichiarò che il suo tentativo di fuga "valeva la pena per rivedere le stelle ancora una volta".

### Ibernazione
I Wraith come specie attraversano lunghi cicli di ibernazione, che durano centinaia di anni. Le loro enormi navi alveare contengono un numero incalcolabile di baccelli di ibernazione. Durante questo tempo solo un piccolo numero di loro rimane sveglio, abbastanza per mantenere i loro mondi vittima di attacchi. Le masse addormentate sono sorvegliate da un piccolo gruppo guidato dal Custode, un Wraith designato con le loro cure la cui morte avrebbe significato il loro prematuro risveglio, come successe quando fu uccisa dal maggiore John Sheppard.

### Runner
Alcuni esseri umani eccezionali, come Ronon Dex, vengono trasformati in "runner" piuttosto che essere usati come cibo. I Wraith gli impiantano dei dispositivi di localizzazione subspaziali e li liberano per essere cacciati come forma di sport. A partire da "Sateda", ci sono sette dispositivi di tracciamento attivi nella galassia, anche se non è noto se tutti e sette siano stati impiantati nei Runner. In quell'episodio, i Wraith riprendono Ronon e organizzano una nuova caccia per lui sul suo pianeta natale di Sateda. Mandano successive ondate di guerrieri Wraith dopo di lui, e controllano l'intero evento dalla loro nave alveare. Un altro runner, chiamato Kiryk, è rappresentato nella quinta stagione di Atlantis .

### Adoratori
L'esistenza di umani che adorano i Wraith viene rivelata per la prima volta in "The Hive", dove una Regina Wraith afferma che migliaia sono venuti per servirli in cambio di risparmiare le loro vite. Un adoratore dei Wraith, Neera, menziona la "profezia del Grande Risveglio" e la "fine dei giorni". In "Common Ground", Todd nota che l'atto di restituire la vita di una persona viene eseguito solo per i più devoti adoratori e i loro fratelli. Alcuni adoratori dei Wraith vengono assegnati come infiltrati per raccogliere informazioni, mentre altri agiscono come mercenari.
I Wraith hanno dimostrato di essere in grado di creare adoratori anche dai nemici più implacabili nutrendosi di loro e restituendogli la vita poi ancora e ancora. Le ripetute infusioni di enzimi alimentari hanno un effetto di dipendenza e piegano la vittima alla volontà del Wraith, anche se solo il più forte sopravvive al processo. I Wraith hanno usato questa tecnica per convertire un certo numero di soldati Satedani dopo la caduta di Sateda, e alla fine fanno lo stesso con Ronon Dex. Il condizionamento si interromperà se l'individuo è privato dell'enzima per un periodo abbastanza lungo, sebbene i sintomi dell'astinenza siano gravi.

## Tecnologia
La tecnologia utilizzata dai Wraith, sebbene avanzata rispetto alla maggior parte delle civiltà sia nella Via Lattea che nella galassia di Pegaso, è di gran lunga inferiore alle tecnologie dei Lantiani, degli Asgard e degli Ori.
La tecnologia Wraith è unica in quanto la maggior parte di essa ha una base organica. I Wraith sono una delle poche razze che non utilizza la tecnologia degli scudi, ciò è probabilmente dovuto al fatto che le armi lantiane potevano squaciare tutti gli scudi più avanzati con il minimo sforzo, e quindi sarebbe stato uno spreco di tempo ed energia. Qualcosa che deve ancora essere scoperto è ciò che alimenta le navi Wraith; spostare una nave alveare e alimentare le sue massicce banche d'armi deve consumare grandi quantità di energia. Tuttavia, è noto che ciò che le alimenta non è altrettanto efficiente delle fonti di energia Lantiane. La tecnologia Wraith raramente è in grado di raggiungere il suo pieno potenziale a causa di questa inefficiente generazione di energia. Una nave Alveare equipaggiata con almeno uno ZPM, è quasi invincibile, con integrità strutturale, densità dello scafo e potenza delle armi migliorate. Questa nave era in grado di eguagliare persino un'Atlantide completamente alimentata in battaglia, e ci volle un'arma nucleare fatta detonare all'interno della nave per distruggerla..
Esiste anche una debolezza sconosciuta in tutta la tecnologia Wraith, probabilmente il suddetto problema di energia, che i Lantiani ritenevano avrebbero permesso loro di cambiare le sorti della guerra a loro favore, se sfruttata correttamente.

## Lingua e scrittura
La lingua dei Wraith deriva da quella degli Antichi e condivide la maggior parte dell'alfabeto.

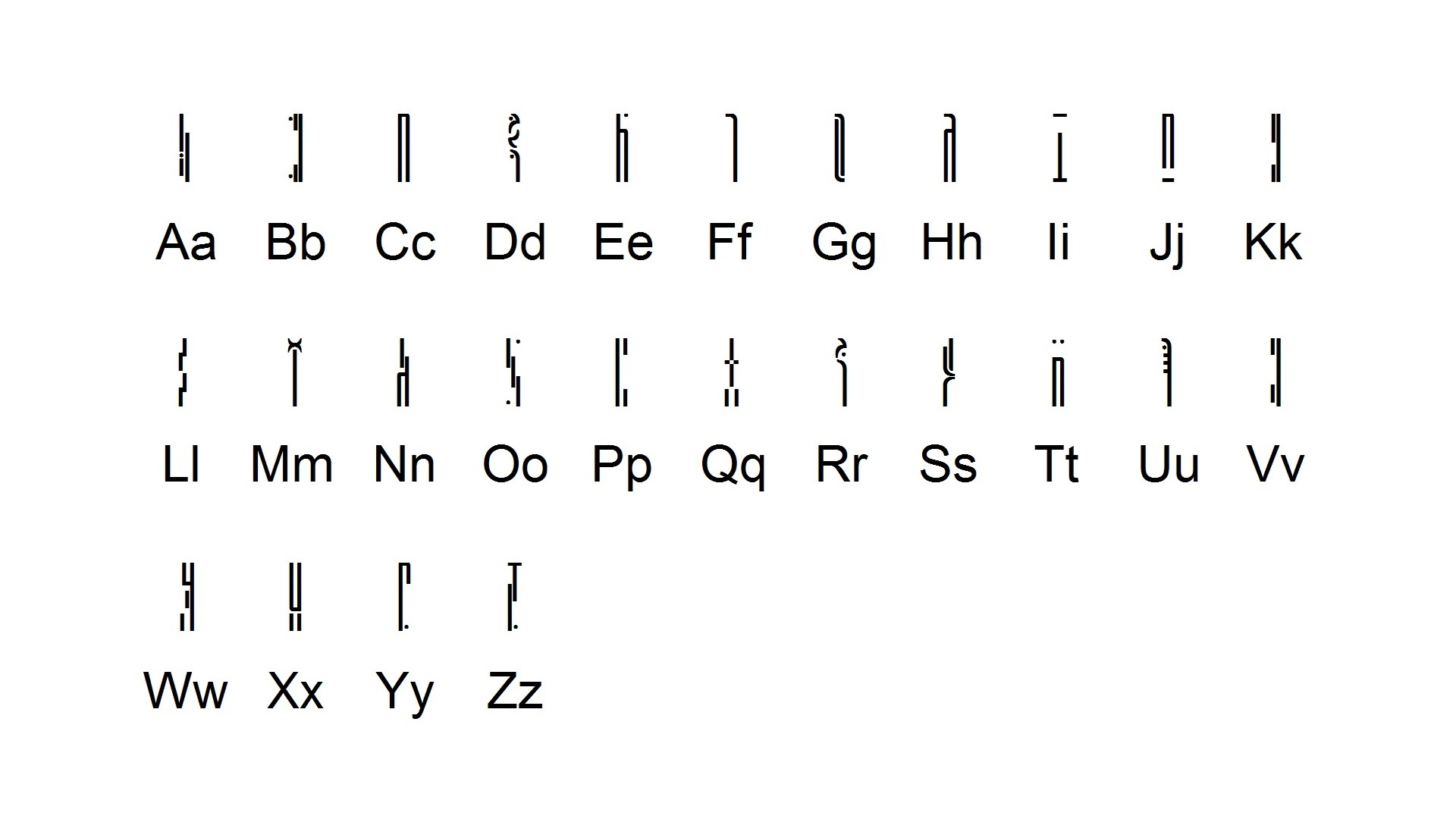
L'alfabeto Wraith,